# خانات قزاق
خانات قزاق (به قزاقی: Қазақ хандығы, Qazaq xandığı, قازاق حاندىعى) نام یک دولت قزاق بود که میان سال‌های ۱۴۵۶ تا ۱۸۴۷ میلادی در حدود تقریبی قزاقستان فعلی وجود داشت. این دولت جانشین اردوی زرین در منطقه بود. این دولت در سال‌های اوج خود تا دشت قبچاق، قره‌قالپاقستان، بیشتر ازبکستان کنونی و سیردریا تسلط داشت و نیزوهایش تا آستراخان و خراسان می‌تاختند. آنان همچنین با حمله به مرزهای روسیه، سیبری غربی (باشقیرستان) و سرزمین‌های آسیای میانه اقدام به اسیرگیری به منظور به بردگی کشاندن می‌نمودند. درآینده حملات خانات جونغار و اویرات‌ها سبب تضعیف خانات قزاق گشت. در نتیجه این خانات به سه جزء (ژوز) تقسیم شد و در نهایت ضمیمهٔ امپراتوری در حال توسعهٔ روسیه گردید.

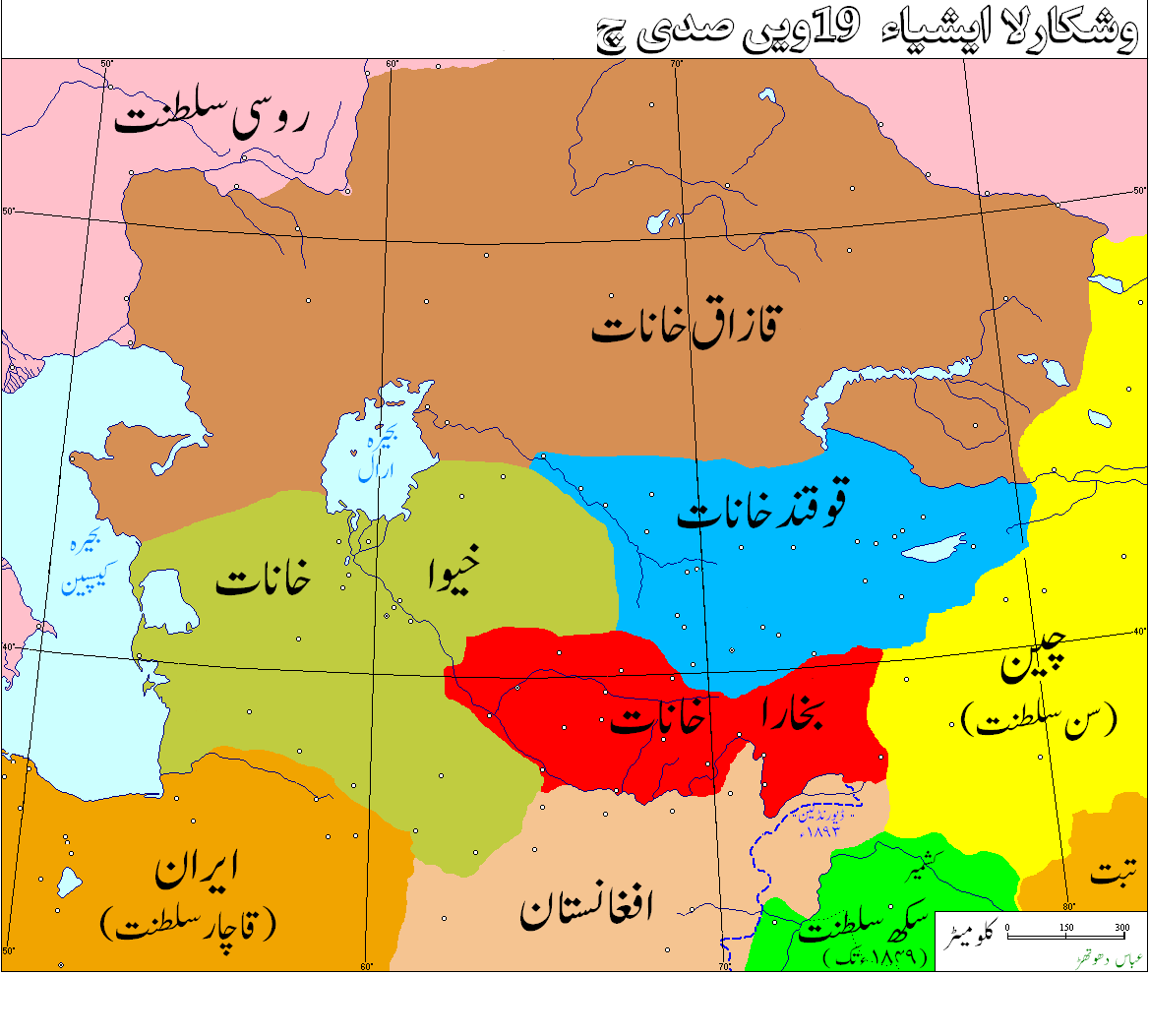
قلمرو آسیای مرکزی در سده نوزدهم میلادی